# Грин, Дрэймонд
Дрэймонд Джамал Грин (англ. Draymond Jamal Green Sr.; род. 4 марта 1990 года в Сагино, штат Мичиган, США) — американский баскетболист, выступающий за команду НБА «Голден Стэйт Уорриорз». Чемпион НБА 2015, 2017, 2018 и 2022 года, олимпийский чемпион 2016 и 2020 годов.
Грин известен своим универсализмом, бойцовскими качествами, являясь одним из игровых и неформальных лидеров «Уорриорз». Способен сыграть на позициях лёгкого и тяжёлого форварда, а также центрового. Один из лучших оборонительных игроков НБА середины 2010-х годов, входящий в число лидеров лиги и по блок-шотам, и, особенно, по перехватам. При этом Грин может быть эффективен и в атаке, в том числе из-за трёхочковой дуги. Является одним из лучших пасующих форвардов в современной НБА. К слабым аспектам игры Грина относится излишняя агрессивность, что является одной из сторон его жажды борьбы и побед, а также относительно плохая реализация штрафных бросков, которая колеблется в районе 70 %.

## Колледж
Грин четыре сезона выступал за команду Университета штата Мичиган, в 2012 году он был включён в первую символическую сборную студенческого сезона и признан лучшим игроком сезона по версии Национальной ассоциации баскетбольных тренеров (НАБТ), а также лучшим игроком конференции Big Ten. Баскетбольные аналитики прогнозируют, что он будет выбран на драфте НБА 2012 года в конце первого или в начале второго раунда.

## Профессиональная карьера

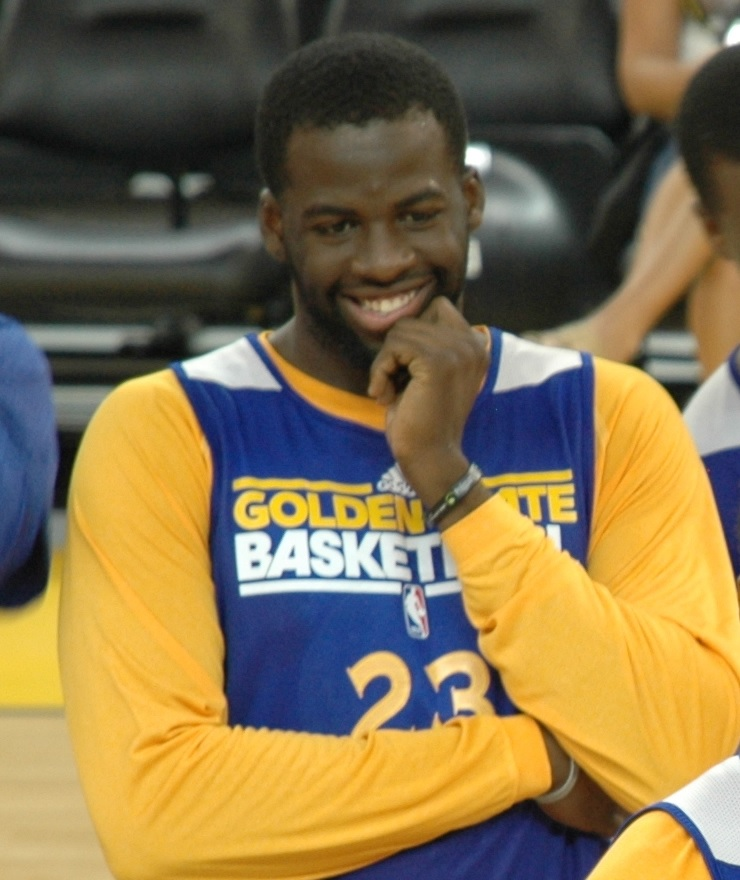
Дрэймонд Грин во время открытой тренировки «Голден Стэйт Уорриорз» (октябрь 2012 года)

### Голден Стэйт Уорриорз (2012—настоящее время)
28 июня 2012 года Дрэймонд был выбран во втором раунде под общим 35-м номером на драфте НБА 2012 года командой «Голден Стэйт Уорриорз».
«Голден Стэйт Уорриорз» под руководством Стива Керра одержали 67 побед в регулярном сезоне 2014/15, установив рекорд НБА по количестве побед в регулярном сезоне для главного тренера, который дебютировал в лиге. Это стало лучшим результатом как в Западной конференции, так и в лиге в целом. Стефен Карри был признан самым ценным игроком регулярного сезона, а Дрэймонд вошёл в первую сборную всех звёзд защиты. В плей-офф «Голден Стэйт» в первом раунде в «сухую» обыграли «Нью-Орлеан Пеликанс». Во втором раунде, проигрывая в серии 2-1, «Уорриорз» сумели одержать 3 победы подряд над «Мемфис Гриззлис». В финале конференции баскетболисты «Голден Стэйт» победили «Хьюстон Рокетс» со счётом 4-1 и вышли в финал НБА. В финале НБА «Голден Стэйт» победили «Кливленд Кавальерс» со счётом 4—2 и стали чемпионами НБА. По ходу серии, после того как счет стал 2-1 в пользу «Кавальерс», главный тренер «Уорриорз» Стив Керр перевёл Андре Игудалу в стартовый состав вместо Эндрю Богута и стал играть «легкой» пятеркой с первых минут, что коренным образом сказалось на результате. «Голден Стэйт» одержали 3 победы подряд и завоевали титул чемпионов НБА в четвёртый раз в своей истории. В последнем шестом матче финала Грин сделал трипл-дабл. 
27 и 28 ноября 2015 года сделал два подряд трипл-дабла в матчах против «Финикс Санз» и «Сакраменто Кингз». 12 декабря 2015 года в матче с 2 овертаймами против «Бостон Селтикс» сделал за 50 минут файв-бай-файв (24 очка + 11 подборов + 8 передач + 5 перехватов + 5 блок-шотов), став вторым игроком НБА за последние 10 лет, кому это удалось, и первым с 1993 года, кто сделал файв-бай-файв, набрав при этом не менее 20 очков.
31 декабря 2015 года, 2 и 4 января 2016 года Грин делал трипл-даблы в трёх матчах подряд (против «Хьюстона», «Денвера» и «Шарлотт»). Дрэймонд стал первым игроком «Уорриорз» с сезона 1959/60, которому удалось сделать трипл-дабл в трёх матчах подряд. Особенно примечательным стал трипл-дабл в игре против «Денвера» (29 очков + 17 подборов + 14 передач), последний раз такие показатели в одном матче были у звезды «Бостона» Ларри Бёрда в 1980-е годы. 8 января в матче против «Портленда» сделал свой 8-й трипл-дабл в сезоне (11 очков + 13 подборов + 10 передач) и четвёртый в последних пяти матчах.
28 января был назван в качестве запасного в составе сборной Западной конференции на матче всех звёзд НБА 2016 года. Это стало первым для Грина участием в матче всех звёзд. 31 января и 3 февраля делал трипл-даблы в двух выездных матчах подряд против «Нью-Йорк Никс» и «Вашингтон Уизардс». Грин стал восьмым игроком за последние 33 года, кому удалось сделать за сезон в НБА не менее 10 трипл-даблов. В итоге в сезоне 2015/16 на счету Грина было 13 трипл-даблов, однако он значительно отстал от Расселла Уэстбрука из «Оклахомы-Сити», который сделал 18 трипл-даблов, что является лучшим показателем в НБА за последние 50 лет (столько же трипл-даблов было только на счету Мэджика Джонсона в сезоне 1981/82).
10 февраля 2017 года в матче против «Мемфиса» Грин сделал редчайший трипл-дабл в формате подборы-передачи-перехваты. Ранее такой трипл-дабл в истории НБА делал только Элвин Робертсон в 1986 году в рамках своего квадрупл-дабла. Трипл-дабл Грина стал первым в истории НБА без 10 набранных очков. Кроме того Грин сделал в этом матче 5 блок-шотов, это первый случай в истории НБА, когда игрок в одном матче делает 10 перехватов и 5 блок-шотов. Грину не хватило одного набранного очка до второго в карьере файв-бай-файв и шести очков до пятого в истории НБА и первого в XXI веке квадрупл-дабла.
В плей-офф НБА 2019 года, где «Уорриорз» дошли до финала, Грин сделал 6 трипл-даблов в 22 матчах (как минимум по одному в каждой из 4 серий). Это второй результат по количеству трипл-даблов за один плей-офф в истории НБА. Также Грин стал седьмым баскетболистом в истории НБА, кому удалось сделать за карьеру не менее 10 трипл-даблов в плей-офф (наряду с Мэджиком Джонсоном, Леброном Джеймсом, Джейсоном Киддом, Ларри Бёрдом, Рэджоном Рондо и Расселлом Уэстбруком).
18 апреля 2023 года Грин был дисквалифицирован на одну игру за то, что наступил на грудь Домантаса Сабониса в матче серии плей-офф против «Сакраменто Кингз».
8 июля 2023 года Грин подписал новый четырехлетний контракт на 100 миллионов долларов с «Уорриорз» с опцией игрока на последний год.
20 января 2025 года Грин в матче против «Вашингтон Уизардс» вернулся после трех пропущенных матчей. Игрок спустя три минуты травмировал икроножную мышцу левой ноги и пропустит как минимум одну неделю.
1 апреля 2025 года Грин сделал свой 33-й трипл-дабл в карьере, набрав 13 очков, 10 подборов и 12 передач в победе над «Мемфис Гриззлис» со счетом 134:125. Он получил награду NBA Hustle Award за сезон 2024/25, которая вручается игроку, чей вклад нельзя подсчитать традиционной статистикой.
23 апреля 2025 года Дрэймонд Грин после игры с «Хьюстон Рокетс» вышел на первое место в истории «Голден Стэйт» по количеству сыгранных матчей в плей-офф (159).
10 мая 2025 года Грин в третьем матче серии против «Миннесоты Тимбервулвз» был удален с площадки за 6 набранных фолов. Для того чтобы получить 5-е и 6-е замечание, Грину потребовалось меньше 20 секунд.

## Национальная сборная
Грин представлял сборную США на мужском баскетбольном турнире Универсиады 2011 года в Шэньчжэне. Сборная США заняла пятое место на турнире, а Грин набирал в среднем 8,6 очка и 6,0 подбора при 46,3% точности бросков. В июне 2016 года Грин был включен в состав олимпийской сборной США. Он помог команде США выиграть золотую медаль в Рио и в восьми играх набирал в среднем 1,9 очка, 2,1 подбора и 1,2 передачи за игру. Грин был включен в состав олимпийской сборной 2020 года, которая должна была участвовать в соревнованиях в Токио, но они были перенесены на 2021 год из-за пандемии COVID-19. Он помог команде США выиграть золотую медаль и в шести играх набирал в среднем 3,5 очка, 2,7 подбора и 2,8 передачи за игру, при этом попадая с игры 77,8% бросков.

## Личная жизнь
Грин родился в Сагино (штат Мичиган) в семье Мэри Бейберс и Уоллеса Дэвиса. Выступая за Голден Стэйт он первоначально, как и большинство игроков команды, жил в Сан-Франциско, однако летом 2012 года переехал в Эмервилль (Калифорния). Свой переезд в более скромные апартаменты он объяснил так: «Я уже довольно поломал свою жизнь и я не собираюсь продолжать жить той же жизнью». Грин является христианином. Дрэймонд Грин стал отцом 22 декабря 2016 года, у него родился сын по имени Дрэймонд Джамал Грин-младший.
14 сентября 2015 года Грин пожертвовал Университету штата Мичиган 3,1 миллиона долларов, что стало крупнейшим пожертвованием спортсмена за всю историю Университета, чтобы помочь построить новый спортивный объект и профинансировать программу стипендий.
В июле 2016 года Грин был арестован за нападение в Ист-Лансинге, штат Мичиган. Накануне вечером у него произошла стычка с защитником «Мичиган Стэйт» Джермейном Эдмондсоном. В отчете об аресте говорится, что Грин отправился в бар Rick's и столкнулся с Эдмондсоном. После словесной перепалки два сообщника Грина якобы душили Эдмондсона и его девушку. На следующий вечер Грин и Эдмондсон посетили ресторан Conrad's Grill в Ист-Лансинге, где Эдмондсон подрался с Грином из-за инцидента, произошедшего накануне вечером. Грин якобы ткнул Эдмондсона в грудь и ударил его по лицу. Офицеры, производившие арест, заявили, что уровень алкоголя в крови Грина составил 0,10 промилле, он признался, что ударил Эдмондсона, и попросил извинения у жертвы. После внесения залога в 200 долларов Грин был отпущен через четыре часа после ареста.

## Статистика

### Статистика в НБА
| Сезон                                                                                    | Команда      | Регулярный сезон | Регулярный сезон | Регулярный сезон | Регулярный сезон | Регулярный сезон | Регулярный сезон | Регулярный сезон | Регулярный сезон | Регулярный сезон | Регулярный сезон | Регулярный сезон | Серия плей-офф | Серия плей-офф | Серия плей-офф | Серия плей-офф | Серия плей-офф | Серия плей-офф | Серия плей-офф | Серия плей-офф | Серия плей-офф | Серия плей-офф | Серия плей-офф |
| Сезон                                                                                    | Команда      | GP               | GS               | MPG              | FG%              | 3P%              | FT%              | RPG              | APG              | SPG              | BPG              | PPG              | GP             | GS             | MPG            | FG%            | 3P%            | FT%            | RPG            | APG            | SPG            | BPG            | PPG            |
| ---------------------------------------------------------------------------------------- | ------------ | ---------------- | ---------------- | ---------------- | ---------------- | ---------------- | ---------------- | ---------------- | ---------------- | ---------------- | ---------------- | ---------------- | -------------- | -------------- | -------------- | -------------- | -------------- | -------------- | -------------- | -------------- | -------------- | -------------- | -------------- |
| 2012/13                                                                                  | Голден Стэйт | 79               | 1                | 13,4             | 32,7             | 20,9             | 81,8             | 3,3              | 0,7              | 0,5              | 0,3              | 2,9              | 12             | 1              | 18,6           | 42,9           | 39,1           | 76,5           | 4,3            | 1,6            | 0,5            | 0,8            | 5,8            |
| 2013/14                                                                                  | Голден Стэйт | 82               | 12               | 21,9             | 40,7             | 33,3             | 66,7             | 5,0              | 1,9              | 1,2              | 0,9              | 6,2              | 7              | 4              | 32,5           | 46,7           | 27,6           | 79,2           | 8,3            | 2,9            | 1,7            | 1,7            | 11,9           |
| 2014/15                                                                                  | Голден Стэйт | 79               | 79               | 31,5             | 44,3             | 33,7             | 66,0             | 8,2              | 3,7              | 1,6              | 1,3              | 11,7             | 21             | 21             | 37,3           | 41,7           | 26,4           | 73,6           | 10,1           | 5,2            | 1,8            | 1,2            | 13,7           |
| 2015/16                                                                                  | Голден Стэйт | 81               | 81               | 34,7             | 49,0             | 38,8             | 69,6             | 9,5              | 7,4              | 1,5              | 1,4              | 14,0             | 23             | 23             | 38,2           | 43,1           | 36,5           | 73,8           | 9,9            | 6,0            | 1,6            | 1,8            | 15,4           |
| 2016/17                                                                                  | Голден Стэйт | 76               | 76               | 32,5             | 41,8             | 30,8             | 70,9             | 7,9              | 7,0              | 2,0              | 1,4              | 10,2             | 17             | 17             | 34,9           | 44,7           | 41,0           | 68,7           | 9,1            | 6,5            | 1,9            | 1,6            | 13,1           |
| 2017/18                                                                                  | Голден Стэйт | 70               | 70               | 32,7             | 45,4             | 30,1             | 77,5             | 7,6              | 7,3              | 1,4              | 1,3              | 11,0             | 21             | 21             | 39,0           | 43,2           | 26,6           | 79,6           | 10,6           | 8,1            | 2,0            | 1,5            | 10,8           |
| 2018/19                                                                                  | Голден Стэйт | 66               | 66               | 31,3             | 44,5             | 28,5             | 69,2             | 7,3              | 6,9              | 1,4              | 1,1              | 7,4              | 22             | 22             | 38,7           | 49,8           | 22,8           | 71,8           | 10,1           | 8,5            | 1,5            | 1,5            | 13,3           |
| 2019/20                                                                                  | Голден Стэйт | 43               | 43               | 28,4             | 38,9             | 27,9             | 75,9             | 6,2              | 6,2              | 1,4              | 0,8              | 8,0              | Не участвовал  | Не участвовал  | Не участвовал  | Не участвовал  | Не участвовал  | Не участвовал  | Не участвовал  | Не участвовал  | Не участвовал  | Не участвовал  | Не участвовал  |
| 2020/21                                                                                  | Голден Стэйт | 63               | 63               | 31,5             | 44,7             | 27,0             | 79,5             | 7,1              | 8,9              | 1,7              | 0,8              | 7,0              | Не участвовал  | Не участвовал  | Не участвовал  | Не участвовал  | Не участвовал  | Не участвовал  | Не участвовал  | Не участвовал  | Не участвовал  | Не участвовал  | Не участвовал  |
| 2021/22                                                                                  | Голден Стэйт | 46               | 44               | 28,9             | 52,5             | 29,6             | 65,9             | 7,3              | 7,0              | 1,3              | 1,1              | 7,5              | 22             | 22             | 32,0           | 47,9           | 20,5           | 63,8           | 7,2            | 6,3            | 1,1            | 1,0            | 8,0            |
| 2022/23                                                                                  | Голден Стэйт | 73               | 73               | 31,5             | 52,7             | 30,5             | 71,3             | 7,2              | 6,8              | 1,0              | 0,8              | 8,5              | 12             | 9              | 30,6           | 46,2           | 25,0           | 72,7           | 6,9            | 6,8            | 1,5            | 1,0            | 9,4            |
| 2023/24                                                                                  | Голден Стэйт | 55               | 52               | 27,1             | 49,7             | 39,5             | 73,0             | 7,2              | 6,0              | 1,0              | 0,9              | 8,6              | Не участвовал  | Не участвовал  | Не участвовал  | Не участвовал  | Не участвовал  | Не участвовал  | Не участвовал  | Не участвовал  | Не участвовал  | Не участвовал  | Не участвовал  |
|                                                                                          | Всего        | 813              | 660              | 28,7             | 45,2             | 31,9             | 71,3             | 7,0              | 5,6              | 1,3              | 1,0              | 8,7              | 157            | 140            | 34,7           | 44,9           | 30,4           | 72,7           | 8,9            | 6,2            | 1,5            | 1,4            | 11,6           |
| Наведите курсор мыши на аббревиатуры в заголовке таблицы, чтобы прочесть их расшифровку. |              |                  |                  |                  |                  |                  |                  |                  |                  |                  |                  |                  |                |                |                |                |                |                |                |                |                |                |                |

### Статистика в NCAA
| Сезон | Команда       | Conf    | Class | GP  | GS | MPG  | FG%  | 3P%  | FT%  | RPG  | APG | SPG | BPG | PPG  |
| --- | ------------- | ------- | ----- | --- | -- | ---- | ---- | ---- | ---- | ---- | --- | --- | --- | ---- |
| 2008/09 | Мичиган Стэйт | Big Ten | FR    | 37  | 0  | 11,4 | 55,6 | 0,0  | 61,5 | 3,3  | 0,8 | 0,6 | 0,2 | 3,3  |
| 2009/10 | Мичиган Стэйт | Big Ten | SO    | 37  | 3  | 25,5 | 52,5 | 12,5 | 67,2 | 7,7  | 3,0 | 1,2 | 0,9 | 9,9  |
| 2010/11 | Мичиган Стэйт | Big Ten | JR    | 34  | 27 | 30,1 | 42,6 | 36,6 | 68,3 | 8,6  | 4,1 | 1,8 | 1,1 | 12,6 |
| 2011/12 | Мичиган Стэйт | Big Ten | SR    | 37  | 36 | 33,2 | 44,9 | 38,8 | 72,3 | 10,6 | 3,8 | 1,5 | 0,9 | 16,2 |
| Всего | Всего         | Всего   | Всего | 145 | 66 | 25,0 | 46,7 | 36,1 | 68,7 | 7,6  | 2,9 | 1,2 | 0,8 | 10,5 |
| Наведите курсор мыши на аббревиатуры в заголовке таблицы, чтобы прочесть их расшифровку Статистика приведена с сайта sports-reference.com |               |         |       |     |    |      |      |      |      |      |     |     |     |      |

### Трипл-даблы (24+10)
24 в регулярных сезонах и 10 в плей-офф (выделены бирюзовым)
| №   | Сезон   | Дата         | Клуб                  | Соперник                    | Счёт       | Минуты | Очки | Подборы | Передачи | Прхв | БШ | Ссылка |
| 1   | 2014/15 | 2 янв 2015   | Голден Стэйт Уорриорз | Торонто Рэпторс             | 126-105    | 40     | 16   | 11      | 13       | 2    | 2  |        |
| 1*  | 2014/15 | 16 июн 2015  | Голден Стэйт Уорриорз | Кливленд Кавальерс          | 105-97     | 41     | 16   | 11      | 10       | 3    | 1  |        |
| 2   | 2015/16 | 16 ноя 2015  | Голден Стэйт Уорриорз | Бруклин Нетс                | 107-99 ОТ  | 42     | 16   | 10      | 12       | 2    | 4  |        |
| 3   | 2015/16 | 27 ноя 2015  | Голден Стэйт Уорриорз | Финикс Санз                 | 135-116    | 33     | 14   | 10      | 10       | 1    | 2  |        |
| 4   | 2015/16 | 28 ноя 2015  | Голден Стэйт Уорриорз | Сакраменто Кингз            | 120-101    | 36     | 13   | 11      | 12       | 1    | 4  |        |
| 5   | 2015/16 | 16 дек 2015  | Голден Стэйт Уорриорз | Финикс Санз (2)             | 128-103    | 31     | 16   | 11      | 10       | 5    | 1  |        |
| 6   | 2015/16 | 31 дек 2015  | Голден Стэйт Уорриорз | Хьюстон Рокетс              | 114-110    | 38     | 10   | 11      | 16       | 2    | 2  |        |
| 7   | 2015/16 | 2 янв 2016   | Голден Стэйт Уорриорз | Денвер Наггетс              | 111-108 ОТ | 44     | 29   | 17      | 14       | 4    | 1  |        |
| 8   | 2015/16 | 4 янв 2016   | Голден Стэйт Уорриорз | Шарлотт Хорнетс             | 111-101    | 37     | 13   | 15      | 10       | 1    | 2  |        |
| 9   | 2015/16 | 8 янв 2016   | Голден Стэйт Уорриорз | Портленд Трэйл Блэйзерс     | 128-108    | 33     | 11   | 13      | 10       | 0    | 1  |        |
| 10  | 2015/16 | 31 янв 2016  | Голден Стэйт Уорриорз | Нью-Йорк Никс               | 116-95     | 37     | 20   | 10      | 10       | 2    | 2  |        |
| 11  | 2015/16 | 3 фев 2016   | Голден Стэйт Уорриорз | Вашингтон Уизардс           | 134-121    | 34     | 12   | 10      | 12       | 1    | 5  |        |
| 12  | 2015/16 | 20 фев 2016  | Голден Стэйт Уорриорз | Лос-Анджелес Клипперс       | 115-112    | 38     | 18   | 11      | 10       | 0    | 0  |        |
| 13  | 2015/16 | 27 мар 2016  | Голден Стэйт Уорриорз | Филадельфия 76ers           | 117-105    | 36     | 13   | 11      | 11       | 1    | 3  |        |
| 14  | 2015/16 | 3 апр 2016   | Голден Стэйт Уорриорз | Портленд Трэйл Блэйзерс (2) | 136-111    | 35     | 22   | 10      | 10       | 2    | 3  |        |
| 2*  | 2015/16 | 1 мая 2016   | Голден Стэйт Уорриорз | Портленд Трэйл Блэйзерс (3) | 118-106    | 37     | 23   | 13      | 11       | 1    | 3  |        |
| 15  | 2016/17 | 13 дек 2016  | Голден Стэйт Уорриорз | Нью-Орлеан Пеликанс         | 113-109    | 36     | 12   | 14      | 10       | 4    | 1  |        |
| 16  | 2016/17 | 2 янв 2017   | Голден Стэйт Уорриорз | Денвер Наггетс (2)          | 127-119    | 36     | 15   | 10      | 13       | 0    | 0  |        |
| 17  | 2016/17 | 16 янв 2017  | Голден Стэйт Уорриорз | Кливленд Кавальерс (2)      | 126-91     | 35     | 11   | 13      | 11       | 1    | 5  |        |
| 18  | 2016/17 | 10 фев 2017  | Голден Стэйт Уорриорз | Мемфис Гриззлис             | 122-107    | 37     | 4    | 12      | 10       | 10   | 5  |        |
| 19  | 2016/17 | 2 апр 2017   | Голден Стэйт Уорриорз | Вашингтон Уизардс (2)       | 139-115    | 35     | 11   | 11      | 13       | 1    | 1  |        |
| 3*  | 2016/17 | 8 мая 2017   | Голден Стэйт Уорриорз | Юта Джаз                    | 121-95     | 35     | 17   | 10      | 11       | 2    | 0  |        |
| 20  | 2017/18 | 25 дек 2017  | Голден Стэйт Уорриорз | Кливленд Кавальерс (3)      | 99-92      | 40     | 12   | 12      | 11       | 2    | 1  |        |
| 21  | 2017/18 | 4 янв 2018   | Голден Стэйт Уорриорз | Хьюстон Рокетс (2)          | 124-114    | 38     | 17   | 14      | 10       | 2    | 1  |        |
| 22  | 2017/18 | 8 мар 2018   | Голден Стэйт Уорриорз | Сан-Антонио Спёрс           | 110-107    | 36     | 11   | 12      | 10       | 3    | 2  |        |
| 4*  | 2017/18 | 28 апр 2018  | Голден Стэйт Уорриорз | Нью-Орлеан Пеликанс (2)     | 123-101    | 30     | 16   | 15      | 11       | 3    | 2  |        |
| 5*  | 2018/19 | 27 апр 2019  | Голден Стэйт Уорриорз | Лос-Анджелес Клипперс (2)   | 129-110    | 37     | 16   | 14      | 10       | 0    | 2  |        |
| 6*  | 2018/19 | 5 мая 2019   | Голден Стэйт Уорриорз | Хьюстон Рокетс (3)          | 121-126 ОТ | 45     | 19   | 11      | 10       | 0    | 2  |        |
| 7*  | 2018/19 | 19 мая 2019  | Голден Стэйт Уорриорз | Портленд Трэйл Блэйзерс (4) | 110-99     | 38     | 20   | 13      | 12       | 4    | 1  |        |
| 8*  | 2018/19 | 21 мая 2019  | Голден Стэйт Уорриорз | Портленд Трэйл Блэйзерс (5) | 119-117 ОТ | 43     | 18   | 14      | 11       | 3    | 2  |        |
| 9*  | 2018/19 | 31 мая 2019  | Голден Стэйт Уорриорз | Торонто Рэпторс (2)         | 109-118    | 40     | 10   | 10      | 10       | 1    | 0  |        |
| 10* | 2018/19 | 14 июня 2019 | Голден Стэйт Уорриорз | Торонто Рэпторс (3)         | 110-114    | 44     | 11   | 19      | 13       | 3    | 2  |        |
| 23  | 2019/20 | 29 окт 2019  | Голден Стэйт Уорриорз | Нью-Орлеан Пеликанс (3)     | 134-123    | 34     | 16   | 17      | 10       | 2    | 0  |        |
| 24  | 2019/20 | 12 дек 2019  | Голден Стэйт Уорриорз | Нью-Йорк Никс (2)           | 122-124 ОТ | 39     | 14   | 10      | 12       | 4    | 0  |        |